# 松巨島
松巨島（まつこじま）は、かつて愛知県名古屋市南区の笠寺台地（現在の桜本町周辺）に存在したとされる島。松炬島。ただし中世までの史料では「松炬」が松姤社（熱田神宮境外摂社）のある熱田台地を指しており、「松巨島」は江戸期以降の創作であるとする説もある。

## 概要

松巨島の位置

周囲を年魚市潟に囲まれた南北3km、東西1.5km、標高10m程の島。現在でいうと北は新瑞橋駅南側・南は星崎・東は呼続・西は鶴里駅東側あたりにでくさび形の形状であった。天白川方面には松が生い茂り、熱田神宮方面から眺めると『松がある大きな島』と見えた事から、松巨島と呼ばれるようになったという説がある。また、水害において松巨島があったあたりは伊勢湾台風時、東海豪雨時にも水没しなかった。ただし、『朱鳥官符』をはじめとする江戸初期までの史料では「松巨」を熱田神宮周辺の地名として使っている。この島を「松巨島」と呼んでいた古代の記録は残っていないため、近世以降に創作された可能性も指摘されている。なお奈良時代以降の律令制下では松巨島の付近は、愛知郡作良郷と呼ばれていた。
江戸時代に東海道が主流になるまでは、熱田神宮への鎌倉街道の陸路（上の道）は緑区古鳴海より天白区野並から島田方面へ瑞穂区井戸田と続いていたのに対して、海路は、古鳴海（当時は神戸とも呼称し野並村と古鳴海郷の間にあった湾。現在の野並三丁目と古鳴海の境にある藤川あたり）より、満潮時は舟、干潮時は徒歩で、松巨島の鳥栖八剱社へ渡る（中の道）と、緑区鳴海より笠寺観音に渡る（下の道）があった。白豪寺より再び舟で熱田へと渡っていた。

## 歴史
中世以前の史料では僅かに「松巨嶋」という地名が確認できるが、信憑性に疑問が残るものもある。
平安時代末期成立の『朱鳥官符』（熱田神宮関連文書）に「熱田太神天降坐於尾張国愛智郡会崎松炬嶋機綾村...太神者去大化二年」とあり、これが文献上の初出である。これは大化2年に熱田神宮が「会崎松炬嶋機綾村」の地に置かれたという内容の記事で、ここでの「松炬嶋」は熱田神宮周辺を指していると推定される。また、機綾村は現在の旗屋町にあたるものと考えられる。
後の数百年間は史料上に「松巨島」が現れないが、以下のように16世紀書写とする笠寺観音縁起に「松巨嶋」の名が現れる。これらが江戸前期の作とする指摘もある。
- 1541年（天文10年） - 笠寺観音縁起には『尾張国愛智郡呼続之浦、松巨嶋北端に坂野と申在所あり』と記載されている。
- 1549年（天文18年） - 本堂勧進帳には『尾州愛智郡松巨嶋、笠覆寺』と記載されている[16]。

江戸初期にはまだ「松巨」が熱田周辺を指すとする史料がある。江戸中期以降、「松巨島」が現在の名古屋市南区付近を指すものが増える。
- 1699年（元禄12年） - 『熱田町旧記』では「松巨ノ嶋」が笠寺付近を指すとするのは俗説であるとしている[10]。
- 1766年（明和3年） - 南区呼続の熊野三社境内（山崎城跡）には『松巨島の手洗鉢』が置かれており、石鉢の表面には松巨嶋、裏面には明和3年（1766年）丙戌年五月と刻まれている[17]。
- 1822年（文政5年） - 尾張徇行記の山崎村の項に『往古入海四方に周回して一曲輪の所なる故、総名を松巨島と伝』とある[18]。

## 現代
- 1959年（昭和34年） - 伊勢湾台風により名古屋一帯が水没したなか、松巨島は再び島として水上に浮かんだ。

## 松巨島の主な城や寺社

### 城
1. 桜中村城
2. 鳥栖城
3. 戸部城
4. 星崎城
5. 山崎城

### 寺社
1. 鳥栖八剱社
2. 笠覆寺
3. 村上社
4. 白毫寺
5. 熊野三社

## 交通

### 鉄道
名古屋市営地下鉄
 桜通線 - 鶴里駅・桜本町駅・新瑞橋駅
 名城線 - 新瑞橋駅
 名鉄
NH 名古屋本線 - 呼続駅・桜駅・本笠寺駅

### 道路
- 東海通（名古屋市道東海橋線）
- 環状線（名古屋環状線）

### 書籍
- 服部哲也・木村有作『なごやの古代遺跡を歩く』（2008年）風媒社 ISBN 9784833101356
- 水野誠志朗『若き信長の知られざる半生』（2022年）